# François Bonivard

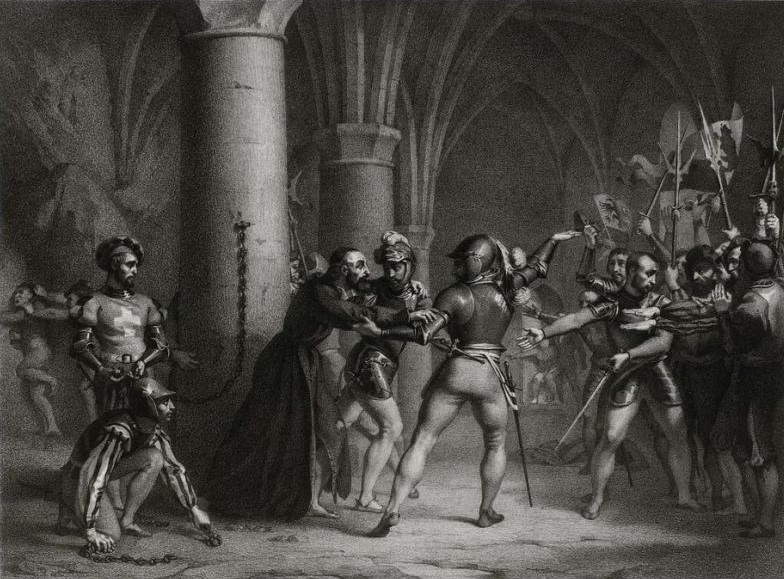
Doprowadzenie Bonivarda, obraz Francka-Edouarda Lossiera (1898)

François Bonivard lub Bonnivard (ur. 1493, zm. 1570) – genewski patriota, polityk i historyk.
Bonivard był synem Louisa i Seigneur de Lunes. Urodził się w Seyssel w starej sabaudzkiej rodzinie. Począwszy od 1510 roku był kształcony w Turynie przez swojego stryja Jeana Aimé de Bonnivarda, po którym przejął następnie stanowisko przeora w klasztorze świętego Wiktora (lub Saint-Victor) niedaleko Genewy. Młody Bonivard sprzeciwił się próbom podporządkowania Genewy władzy księcia sabaudzkiego Karola III Dobrego. Książę pojmał go i więził w Gex w latach 1519–1521.
Uwięzienie nie spowodowało zmiany poglądów Bonivarda; po uwolnieniu kontynuował swą działalność polityczną. W 1530 roku został porwany przez rozbójników w górach Jura, którzy przekazali go w ręce księcia Sabaudii. Ten ponownie go uwięził, umieszczając w podziemiach zamku Chillon (Bonivard był przykuty do piątego filaru). Został uwolniony przez berneńczyków, gdy ci zdobyli kanton Vaud w 1536 roku. W czasie uwięzienia w Chillon klasztor Bonivarda został zniszczony (1534) jednak miasto Genewa za zasługi przyznało mu stałą rentę. Został również genewskim bourgeois i w 1537 zasiadł w genewskiej Radzie 200. Przeszedł także na protestantyzm. Był czterokrotnie żonaty i żył ponad stan co było przyczyną popadnięcia w długi.
W 1542 roku powierzono mu spisanie od początku historii Genewy (Chroniques de Genève). W 1551 roku manuskrypt przesłano do korekty Kalwinowi, jednak pierwsze wydanie ukazało się dopiero w 1831 roku. Nie jest to praca uważana za istotną ze względu na swoją stronniczość i brak obiektywizmu. Pod koniec prac nad Kroniką Bonivarda wspierał Antoine Froment.
W 1551 roku Bonivard oddał swoją bibliotekę do użytku publicznego. Cały swój majątek oddał w swym testamencie miastu Genewa. Dokładna data jego śmierci nie jest znana ze względu na luki w zapisach miejskich.
Życie Bonivarda stało się inspiracją dla poematu romantycznego Więzień Czyllonu autorstwa George’a Byrona.